# Henri Farman
Henri Farman (Paris, 26 de maio de 1874 — Paris, 17 de julho de 1958) foi um aviador e empresário anglo-francês.
É considerado um dos principais aviadores de seu tempo, conquistando Grande Prêmio Da Aviação, em 13 de janeiro de 1908, com o aeroplano Voisin-Farman I [de], ao cumprir a meta de realizar um voo de 1 km em circuito fechado. Foi a primeira prova pública da dirigibilidade de um aeroplano - uma vez que os voos de Alberto Santos-Dumont e de outros aviadores até esta data não conseguiam fazer muito mais que voar em linha reta.
Junto com seus irmãos fundou em 1908 a empresa Farman.

## Família e início da vida
Henri Farman nasceu em Paris, França, e foi batizado como Harry Edgar Mudford Farman. Ele era filho de Thomas Frederick Farman, o correspondente em Paris do London Standard. Seu pai nasceu em 1845 em Layer Marney, Essex, Inglaterra. Sua mãe, Sophia Ann Louisa Mudford, nasceu em Canterbury, Kent, em 9 de setembro de 1841. Ela foi batizada em 16 de julho de 1844 na St Pancras Old Church, em Londres, e era filha do autor William Mudford, que na época de O batismo de Sophia estava vivendo em Harrington Square. Sophia e Thomas se casaram na St George's Hanover Square Church London, em 31 de agosto de 1868.
Henri se formou como pintor na "École des Beaux-Arts", mas logo se interessou pelas novas invenções mecânicas que surgiam no final do século XIX. Ele foi capaz de perseguir esse interesse como desportista amador.